# Jean Baruzi
Jean Baruzi, född 9 juli 1881 i Paris, död 20 mars 1953 i Paris, var en fransk religionshistoriker och filosof.
Baruzi var specialist på Leibniz, Paulus, Angelus Silesius och Johannes av Korset och blev professor vid Collège de France 1933. Han var bland annat lärare till Jacques Lacan, Henry Corbin och Louis Leprince-Ringuet.